# Animographe
L'animographe est une machine inventée vers 1961 par Jean Dejoux, chercheur à  la RTF, qui était destinée à produire des dessins animés de façon rapide et économique qui a la caractéristique de produire de l'anti-Disney. Elle a principalement été utilisée par Jacques Rouxel pour réaliser les premiers épisodes des Shadoks. 

## Histoire
L'animographe a été mis au point au sein du service de la recherche de  la RTF dirigé par le compositeur de musique concrète Pierre Schaeffer. Ce service était constitué de trois groupes de chercheurs : 
- le groupe de recherche musicale ;
- le groupe de recherche image qui expérimentait de nouveaux concepts d'émissions de télévision ;
- le groupe de recherche technique qui mettait au point de nouvelles machines de traitement du son et de l'image.

## Principe technique
Parmi ces nouvelles machines de traitement de l'image, l'animographe a été conçu pour simplifier et accélérer la création de dessins animés, notamment des spots publicitaires, des courts métrages d'animation pédagogiques ou autres. Cet appareil était équipé d'un système optique permettant d’animer 1 à 8 dessins par seconde au lieu de 24 tout en conservant une fluidité raisonnable, en réalisant des fondus-enchaînés entre images consécutives grâce à des filtres polarisants dont l'un était animé d'un mouvement de rotation.
Les animateurs devaient dessiner sur des bandes perforées de 70 mm de large : « pas question de faire Blanche Neige là-dessus ! »  comme se plaisait à le dire l'auteur-dessinateur. En revanche, les dessins simples de Jacques Rouxel, qui avait rejoint le service de la recherche de l'ORTF en 1965, s'adaptaient parfaitement aux contraintes de cette machine. C'est d'ailleurs à la fin de la première saison des Shadoks (série « BU ») qu'a rendu l'âme l'unique prototype de l'animographe, baptisé Caroline. Ce modèle devait devenir une machine de série une fois les animateurs formés à son utilisation, soit après une période d'essai de neuf mois.
Face à l'évolution des autres techniques de dessin, les dessinateurs n'ont plus fait appel à ce genre d'appareils. 
Plusieurs dessins utilisés pour l'animographe, ainsi que les plans et les brevets liés à cette machine ont été donnés par Jean Dejoux, au Musée Nicéphore-Niépce de Chalon-sur-Saône.

## Filmographie
- L'animographe ou je suis né dans une boite à chaussures, par Thierry Dejean, France, 2021